# Sistema Interamericano de Proteção aos Direitos Humanos
O Sistema Interamericano de Proteção dos Direitos Humanos (SIPDH) é formado pela Comissão Interamericana de Direitos Humanos (Comissão ou CIDH) e pela Corte Interamericana de Direitos Humanos (Corte), órgãos especializados da Organização dos Estados Americanos, com atribuições fixadas pela Parte II da Convenção Americana sobre Direitos Humanos.
Ambos os órgãos são competentes para verificar o cumprimento pelos Estados membros da OEA das obrigações assumidas com a assinatura da Convenção.

## Processo contencioso

### Procedimento junto à Comissão

#### Legitimidade para denunciar violações
Qualquer pessoa, grupo de pessoas ou entidade não-governamental de Estado-parte da Convenção pode denunciar uma pretensa violação aos direitos assegurados por ela à Comissão.
Os Estados-parte podem denunciar supostas ofensas incorridas por outros Estados-membro, contanto que reconheçam eles próprios a competência da Comissão para examinar violações suas.

#### Exame de admissibilidade da denúncia
A Comissão exige que uma comunicação de violação à Convenção preencha os seguintes requisitos, entre outros, para admiti-la:
- Os fatos denunciados devem representar violação da Convenção[3].
- A comunicação não pode ser manifestamente infundada[4].
- A comunicação não pode ter sido apresentada anteriormente, em termos semelhantes, à Comissão ou outros órgãos internacionais[5].
- Inexistência de outros processos no âmbito internacional acerca dos fatos denunciados[6].
- Qualificação do denunciante[7].
- Interposição e esgotamento de todos os recursos de direito interno[8].
- Decurso de, no máximo, seis meses desde a decisão final sobre o caso[9].

Esses dois últimos requisitos podem não ser exigidos, caso:
- Inexista previsão de devido processo legal para apurar ofensas aos direitos garantidos pela Convenção[10].
- O ofendido tenha sido impedido de utilizar os recursos possíveis[11].
- Houver demora injustificada para decidir o caso[12], hipótese do caso Maria da Penha.

Recebida a comunicação de violação, a Comissão tratará de enviar os trechos da petição que entender pertinentes ao Estado em que ocorreu a ofensa . O Estado terá dois meses, prorrogáveis por mais um, para apresentar resposta.
Excepcionalmente, a Comissão poderá diferir o juízo sobre a admissibilidade da reclamação para o julgamento sobre o mérito.

#### Apreciação do mérito
Aberto o caso, a Comissão poderá investigar in loco imediatamente a denúncia, se o caso for grave e urgente, ou abrir oportunidade ao peticionário para que se manifeste acerca da resposta do Estado, dentro de dois meses, prorrogáveis por mais um.
Oferecida chance de manifestação ao peticionário, o Estado-parte terá igual prazo para apresentar suas observações.
Findo o prazo, o Estado poderá ter fornecido as informações solicitadas ou poderá ter deixado de fazê-lo, caso em que se poderão presumir verdadeiros os fatos alegados; a Comissão poderá ainda ter recebido informações supervenientes.
Em posse de novas informações, poderá a Comissão decidir pelo arquivamento da comunicação ou pela continuação do seu processamento.

#### Solução amistosa
Em qualquer fase do processo, poderão as partes chegar a uma solução amistosa, caso em que a Comissão fará um relatório e encaminha-lo-á ao peticionário, aos Estados-parte da Convenção e ao Secretário Geral da OEA.
Caso não seja possível a solução amistosa, dar-se-á prosseguimento ao processo.

#### Submissão do caso à Corte pela Comissão
Não havendo solução amistosa, caberá à Comissão produzir relatório, fazendo-se constar os votos divergentes , as exposições escritas e verbais dos interessados e eventuais proposições e recomendações. Esse relatório não pode ser publicado pelo Estado-parte.
Ao cabo de três meses da remessa do relatório aos interessados, a Comissão poderá, por maioria absoluta, julgar se o Estado remediou a situação e se publica o relatório.
Se a Comissão verificar que o caso não foi solucionado e não tiver sido submetido à Corte, poderá remetê-lo àquele tribunal, salvo se a maioria absoluta de seus membros se opuser.

### Procedimento junto à Corte

#### Legitimidade
Diferentemente do que ocorre junto à Comissão, somente podem submeter um caso à Corte os Estados-parte da Convenção e a Comissão.
As partes ofendidas podem, porém, participar, uma vez iniciada a demanda, bem como solicitar medidas provisórias "em casos de extrema gravidade e urgência e quando for necessário para evitar prejuízos irreparáveis às pessoas".